# Josep Maria Bayarri
Pour les articles homonymes, voir Bayarri.
Josep Maria Bayarri, né à Valence (Espagne) en 1886 et mort en 1970, est un poète et sculpteur valencien.

## Biographie
Il étudie à la Real Academia de Bellas Artes de San Carlos de sa ville natale. À partir de 1915, il dirige la publication d'une collection de poésies écrites en valencien, Poetes valencians contemporanis, dans laquelle participe différents poètes de sa génération. Il participe également à la fondation des revues de poésies El vers valencià (1934) et Ribalta (1939).
On lui attribue l'une des premières manifestations explicites de l'anticatalanisme moderne, avec la publication en 1931 de El perill català (« Le Péril catalan »).
À différentes étapes de sa vie littéraire, il propose des normes linguistiques pour le valencien basées sur le dialecte apitxat — connues comme Normes del 22 ou encore Cuáqueres —, qui ne rencontrent pas d'écho significatif.

## El perill català
El perill català est publié pour la première fois en 500 exemplaires, vers le moment même où sont ratifiées les Normes de Castellón, unitaires avec la normative des instances académiques catalanes, et alors que le nationalisme valencien (en convergence avec le catalanisme) est en plein essor (la rédaction d'un statut d'autonomie est entreprise mais le processus est ensuite abandonné avec l'éclatement de la Guerre Civile espagnole).
Dans celui-ci Bayarri entend mettre en garde les Valenciens contre ce qu'il considère comme le danger d'assimilation du Pays valencien par son puissant voisin catalan. En dépit d'un grand respect manifesté envers les Catalans (qu'il présente comme « amis » et « frères » des Valenciens), il nie l'unité linguistique du catalan et du valencien, en opposition avec la majorité des milieux culturels de l'époque, déclare s'opposer au pancatalanisme et défend les appellations de « Patria Valenciana » ou « Nació Valenciana » pour la région (contre l'appellation País Valencià, préférée chez les républicains de l’époque).

## Œuvres
- Precs de pau (1915)
- Llaus lírics (1915)
- Roger de Flor (1925)
- Foc i flama (1928)
- Els cavallers de Vinatea (1928)
- El perill catalá (1931).
- Apolitisasió dels valensians
- Romanser de Lourdes
- Escarotanereides (1954)
- Monoleqs i dialeqs
- Alfavetisasió dels valensians (1966)
- Qartilla valensiana (1966)
- Bayarri autovïográfiq (1966)
- Versos Profans. En omenatxe a Ruven Dario en son Sentenari Natal 1867-1967 (1967)
- Istoria de la Esqultura Valensiana (1969)
- La qinteta epdomadaria (1970)